# Vena poplitea

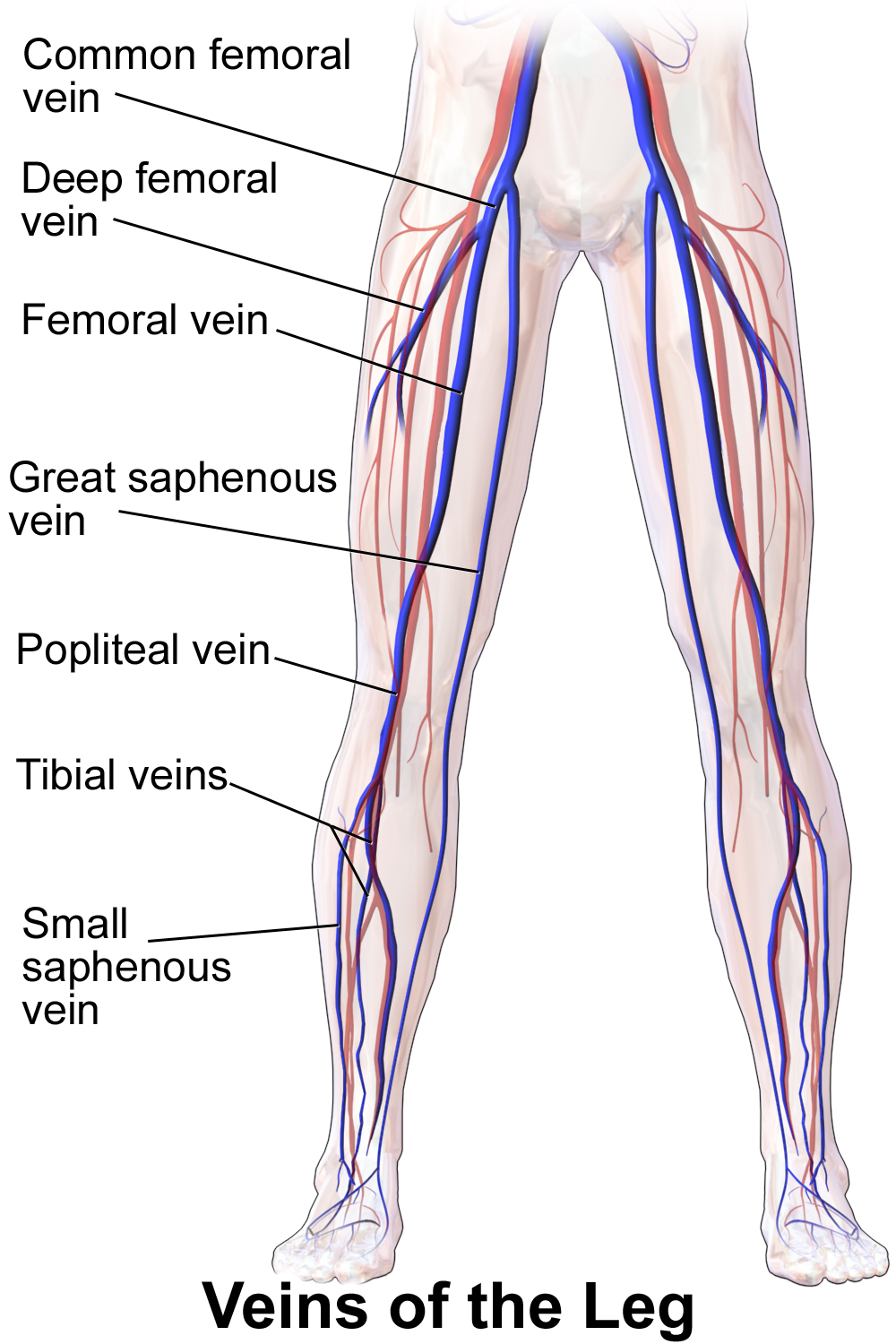
Vena poplitea

Die Vena poplitea (von lateinisch vena ‚Blutader‘ und poples ‚Kniekehle‘), die Kniekehlenvene oder Kniebeugevene, ist die proximale Fortsetzung venöser Gefäße des Unterschenkels. Sie entsteht in wechselnder Höhe durch Vereinigung der vorderen und hinteren Schienbeinvenen (lateinisch Vv. Tibiales anteriores et posteriores) und verläuft in der Kniekehle vom unteren Rand des Musculus popliteus bis zum Adduktorenkanal dorsal neben der Arteria poplitea.
Ihre Fortsetzung heißt Vena femoralis. In der Kniekehle mündet die Vena saphena parva ein.